# Rivière Nouvelle
Pour les articles homonymes, voir Nouvelle (homonymie).
La rivière Nouvelle est une rivière canadienne situé dans l'est du Québec plus précisément dans la région de la Gaspésie-Îles-de-la-Madeleine sur la péninsule gaspésienne. Ce cours d'eau traverse les municipalités régionales de comté (MRC) de :
- La Matapédia, située dans la région administrative du Bas-Saint-Laurent : territoire non organisé de Ruisseau-des-Mineurs (cantons de Lagrange) ; territoire non organisé du Lac-Casault (canton de Catalogne) ;
- Avignon, située dans la région administrative de la Gaspésie-Îles-de-la-Madeleine : territoire non organisé de Rivière-Nouvelle (cantons de Pilote et de Dugal) ; municipalité de Nouvelle (canton de Nouvelle).

## Géographie
La rivière Nouvelle prend sa source de ruisseaux de montagne à 531 m d'altitude dans le canton de Lagrange, dans le territoire non organisé Ruisseau-des-Mineurs, dans la réserve faunique de Dunière, dans les monts Chic-Chocs, faisant partie des monts Notre-Dame. Cette source est située à :
- 3,6 km au sud-ouest de la limite du canton de Matane ;
- 20,3 km au nord de la limite de la MRC d'Avignon ;
- 63,1 km au nord-ouest de la confluence de la rivière Nouvelle.

La rivière Nouvelle coule vers le sud, du côté ouest de la rivière Cascapédia et du côté est de la rivière Escuminac.
À partir de sa source, la rivière Nouvelle coule sur 88,9 km, répartis selon les segments suivants :
Cours supérieur de la rivière (segment de 51,3 km)
- 4,6 km vers le sud dans le canton de Lagrange, jusqu'à la limite nord du canton de Catalogne ;
- 1,1 km vers le sud-est dans le canton de Catalogne, jusqu'à la limite de la réserve faunique de Dunière ;
- 11,4 km vers l'est, jusqu'à la décharge de « Les Lacs Chasseurs » (venant du nord) ;
- 3,8 km vers le sud-est, en passant sous trois ponts de routes forestières, jusqu'à un ruisseau (venant du nord-est) ;
- 5,2 km vers le sud-est, jusqu'à un ruisseau (venant du nord-est) ;
- 2,9 km vers le sud-est, jusqu'au ruisseau Twelve Mile (venant du nord-est) ;
- 1,5 km vers le sud, jusqu'au ruisseau du Onzième Mille (venant du nord-est) ;
- 2,3 km vers le sud, jusqu'à la limite du canton de Pilote ;
- 5,8 km vers le sud dans le canton de Pilote, jusqu'au ruisseau Culvert (venant du nord-est) ;
- 12,3 km vers le sud, jusqu'à la limite du canton de Dugal ;
- 0,4 km vers le sud-ouest dans le canton de Dugal, jusqu'à la confluence de la Petite rivière Nouvelle (venant du nord-ouest).

Cours intermédiaire de la rivière (segment de 27,7 km)
- 6,1 km vers le sud dans le canton de Dugal, jusqu'au ruisseau Ell (venant du nord-est) ;
- 0,1 km vers le sud, jusqu'au ruisseau Butler (venant du nord-ouest) ;
- 2,0 km vers le sud, jusqu'à limite nord du canton de Nouvelle dans la municipalité de Nouvelle ;
- 1,5 km vers le sud dans le canton de Nouvelle, jusqu'au ruisseau Keys (venant de l'est) ;
- 0,9 km vers le sud, jusqu'au ruisseau Rocky (venant de l'ouest) ;
- 1,7 km vers le sud-est, jusqu'au ruisseau Ronald (venant du nord-est) ;
- 8,1 km vers le sud, en passant dans la zone désignée "Le Grand Platin", jusqu'au ruisseau McLender (venant du sud-ouest) ;
- 2,9 km vers le sud-est, jusqu'au ruisseau Nancy (venant du nord) ;
- 2,1 km vers le sud-est, jusqu'au ruisseau Mercier (venant du sud-ouest) ;
- 0,9 km vers le sud-est, jusqu'au pont couvert du hameau Allard ;
- 1,4 km vers l'est, en recueillant les eaux du ruisseau Allard, jusqu'au ruisseau Mann (venant du nord-est) ;

Cours inférieur de la rivière (segment de 9,6 km)
- 1,3 km vers le sud-est, jusqu'au pont de la route 132 ;
- 0,3 km vers le sud, jusqu'au pont du chemin de fer du Canadien National ;
- 3,9 km vers le sud-est, en recueillant les eaux du ruisseau à Paul-Normand (venant de l'ouest), du ruisseau McBoarty (venant de l'ouest) et du ruisseau Michaud (venant du nord), jusqu'au pont de la route de Miguasha Est, passant au village de Nouvelle ;
- 4,1 km vers le sud-est, en recueillant les eaux du ruisseau Savoie (venant du nord) et en contournant une île (longueur : 0,6 km), jusqu'à la confluence de la rivière[2].

La rivière Nouvelle se déverse sur la rive nord du bassin de la Rivière Nouvelle lequel constitue un appendice de la rive nord-ouest de la baie des Chaleurs. À marée basse, le grès de ce bassin s'étend jusqu'à 3,6 km vers le large dans la baie-des-Chaleurs, soit au-delà des deux bandes de terre qui encadrent l'entrée du bassin : une bande de 0,9 km venant de la rive-Nord (hameau Robitaille) s'étendant en ligne droite vers le sud-ouest et la Pointe Labillois (qui s'avance sur 1,1 km vers Nord à partir de la presqu'île séparant la confluence de la rivière Restigouche.

## Toponymie
La rivière porte le nom de Nouvelle depuis au moins 1685 puisque, sur la carte d'Emmanuel Jumeau datant de cette année, il est indiqué « R Nouvelle ». Les Micmacs nomment cette rivière Tlapatantjitjg qui signifie « comme des patates » en référence au fond caillouteux du cours d'eau.

## Protection du territoire
La zec de la Rivière-Nouvelle encadre l'exploitation de la rivière Nouvelle ainsi que deux de ses affluents, soient le ruisseau Mann et la Petite rivière Nouvelle sur 86,2 km de cours d'eau. Cette zec est administrée par la société de restauration et de gestion de la Nouvelle inc..